# Форт Џесап (Луизијана)
Форт Џесап (енгл. Fort Jesup) насељено је место без административног статуса у америчкој савезној држави Луизијана.

## Демографија
По попису из 2010. године број становника је 509.
| Група             | 2000.    | 2010.       |
| Белци             | 0 (0,0%) | 452 (88,8%) |
| Афроамериканци    | 0 (0,0%) | 9 (1,8%)    |
| Азијати           | 0 (0,0%) | 1 (0,2%)    |
| Хиспаноамериканци | 0 (0,0%) | 17 (3,3%)   |
| Укупно            | 0        | 509         |